# Festlandsockel von Chile

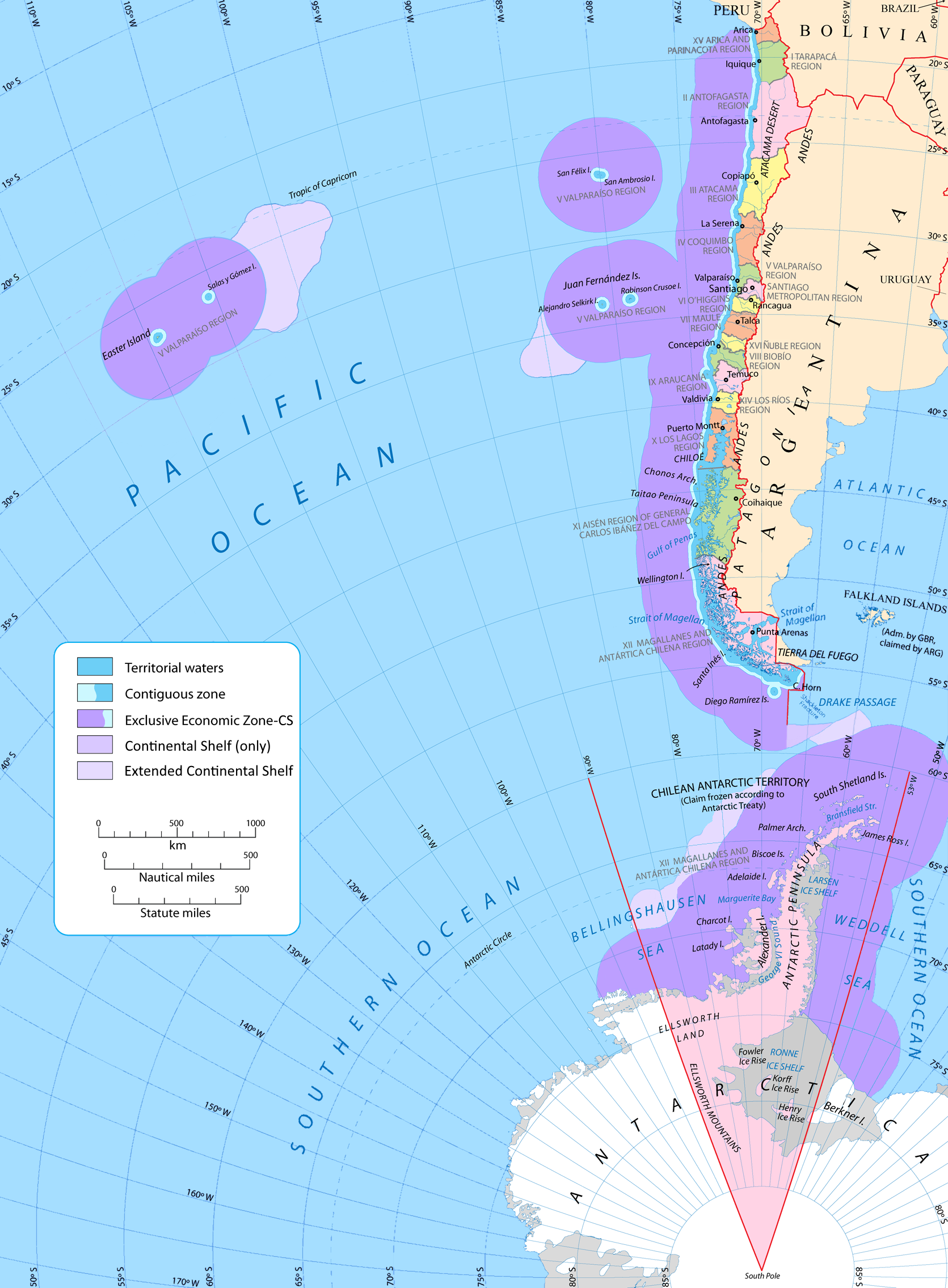
Trikontinentales Chile, die ausschließliche Wirtschaftszone, der Festlandsockel und der erweiterte Festlandsockel

Der Festlandsockel von Chile ist die Unterwassererweiterung, die sich von der Küste Chiles bis zum Rand des Festlandsockels im Pazifik und im Südlichen Ozean erstreckt.
Die wissenschaftliche Untersuchung und Abgrenzung des Festlandsockels und seiner äußeren Grenzen erfolgt durch das 2007 gegründete Nationale Komitee für den Festlandsockel.
Die Abgrenzung des chilenischen Festlandsockels folgt den Prinzipien des SRÜ, das Richtlinien für die Festlegung von Festlandsockeln durch Küstenstaaten vorgibt. Chile hat Ansprüche bei der Kommission der Vereinten Nationen für die Grenzen des Festlandsockels eingereicht.
Neben seiner wirtschaftlichen Bedeutung hat der Festlandsockel auch geopolitische Relevanz. Seine Abgrenzung hat gelegentlich Spannungen mit Nachbarländern, insbesondere Argentinien, ausgelöst, das ebenfalls Rechte über angrenzende Meeresgebiete beansprucht. Entscheidungen und Eingaben bei den Vereinten Nationen haben die bilateralen Beziehungen und Chiles maritime Politik beeinflusst und machen den Festlandsockel zu einem kritischen Thema auf der Sicherheits- und Verteidigungsagenda des Landes.

## Wissenschaftliche Studien und chilenische Eingaben

### In Insular-Chile

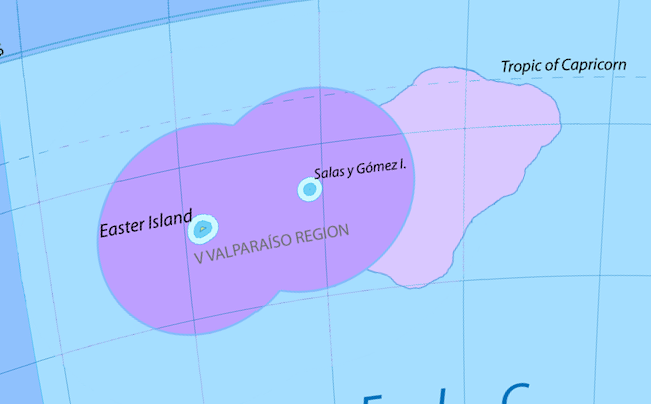
Die Osterinsel und die Insel Salas y Gómez und ihre Gewässer.
Ausschließliche Wirtschaftszone und Festlandsockel
Erweiterter Festlandsockel

Der Erweiterter Festlandsockel von Insular-Chile erstreckt sich 700 nautische Meilen östlich der Insel Salas y Gómez.

### Im kontinentalen Chile

Kontinentalschelf Chiles im Südlichen Zonenmeer

Nach dem Prinzip, dass „der Küstenstaat souveräne Rechte über das Festlandsockelgebiet ausübt“, umfasst das Festlandsockelgebiet des kontinentalen Chiles das gesamte Territorialgewässer und die Ausschließliche Wirtschaftszone, mit Ausnahme der 200 Seemeilen, die von den Diego-Ramírez-Inseln im südlichen Zonenmeer nach Osten projiziert werden, jenseits des Meridians, der die Grenze zwischen Argentinien und Chile markiert. Diese gehören zum Kontinentalschelf, aber nicht zur Ausschließlichen Wirtschaftszone gemäß dem Vertrag von 1984 zwischen Argentinien und Chile, und stellen keinen Anspruch auf einen erweiterten Festlandsockel dar.
Zwischen dem genannten Kontinentalschelf und den Gewässern, die vom antarktischen Territorium projiziert werden, beansprucht Chile ein Meeresgebiet als erweiterten Kontinentalschelf.

### Im antarktischen Chile

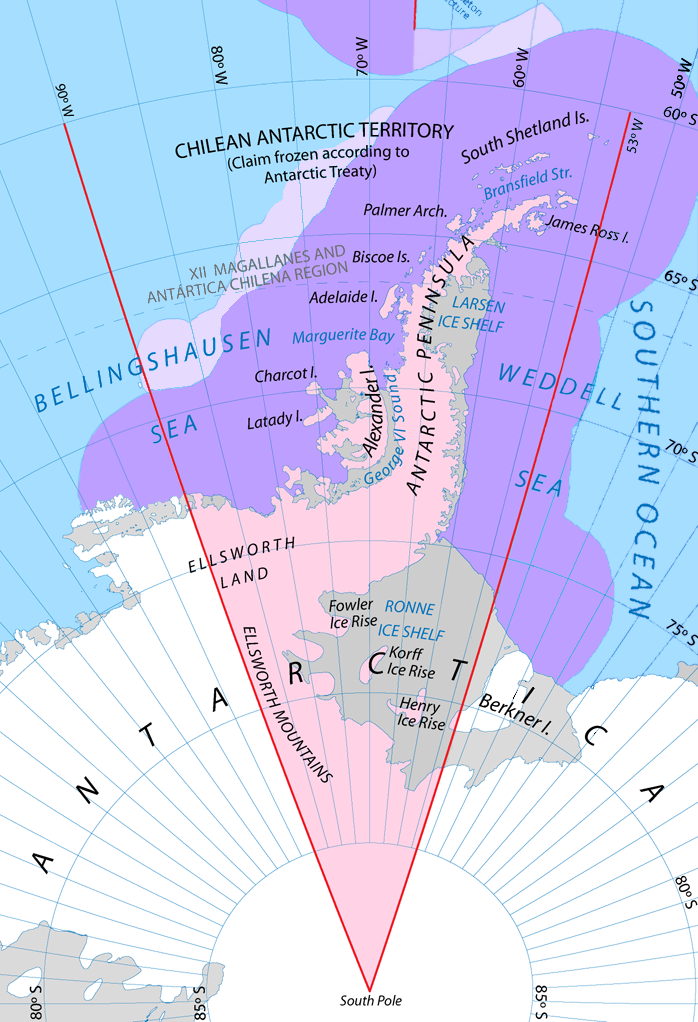
Antarktisches Chile und seine Gewässer.
Ausschließliche Wirtschaftszone und Kontinentalschelf
Kontinentalschelf (nur)
Erweiterter Kontinentalschelf

Im Februar 2022 reichte Chile seine zweite Teilvorstellung in Bezug auf den erweiterten Kontinentalschelf westlich des Chilenischen Antarktisterritoriums ein. Im August desselben Jahres wurden mündliche Präsentationen beider Teilvorstellungen während der 55. Sitzung der UN-Kommission für die Grenzen des Festlandsockels in New York gehalten. Zusätzlich zum erweiterten Kontinentalschelf beansprucht Chile die Ausschließliche Wirtschaftszone und das Kontinentalschelf, das vom Chilenischen Antarktisterritorium projiziert wird.

### Nationales Komitee für den Kontinentalschelf
Am 3. Dezember 2007 gründete Chile durch Dekret Nr. 164 das Nationale Komitee für den Kontinentalschelf.

### SHOA-Karten
Im Jahr 2021 unterzeichnete der Chilenische Präsident Sebastián Piñera die Regierungsverordnung Nr. 95, das den Kontinentalschelf östlich des 67º 16' 0-Meridians als Teil des (nicht erweiterten) Kontinentalschelfs Chiles definiert, der von den Diego-Ramírez-Inseln projiziert wird. Das Dekret beanspruchte auch das halbmondförmige Gebiet, das Argentinien als Teil seines erweiterten Kontinentalschelfs betrachtet. Dies wurde in der SHOA-Karte Nr. 8 formalisiert und löste eine Reaktion des argentinischen Außenministeriums gegen die Maßnahme Chiles aus.

## Übereinkommen zum Seerecht
Das Übereinkommen der Vereinten Nationen zum Seerecht (Convemar) vom 30. April 1982, das am 16. November 1994 in Kraft trat, legte das Regime des Festlandsockels in Teil VI (Artikel 76 bis 85) fest und definierte in Artikel 76, Absatz 1, was unter dem Festlandsockel zu verstehen ist:

„Der Festlandsockel eines Küstenstaates umfasst den Meeresboden und den Untergrund der Unterwassergebiete, die sich über das Küstenmeer hinaus erstrecken und eine natürliche Verlängerung seines Landgebiets bis zum äußeren Rand des Kontinentalrandes oder bis zu einer Entfernung von 200 Seemeilen (370 km) von der Basislinie, von der die Breite des Küstenmeeres gemessen wird, darstellen, wenn der äußere Rand des Kontinentalrandes diese Entfernung nicht erreicht.“

Schematischer Querschnitt eines Kontinentalsockels.
Sediment
Gestein
Mantel

Der Festlandsockel ist die unter Wasser liegende Verlängerung der Landmasse eines Staates bis zum äußeren Rand des Kontinentalrandes oder bis zu 200 Seemeilen (370 km) von der Basislinie, falls der äußere Rand des Kontinentalrandes diese Entfernung nicht erreicht. Auf dem Festlandsockel übt der Küstenstaat exklusive souveräne Rechte für die Erkundung und Ausbeutung der dortigen natürlichen Ressourcen aus (Artikel 77 des Übereinkommens). Die Meeresböden jenseits der von den Staaten festgelegten Grenzen unterliegen der Zuständigkeit der Internationalen Meeresbodenbehörde und gelten als für die gesamte Menschheit von Nutzen. Der Tiefseeboden mit seinen Meeresrücken und seinem Untergrund liegt außerhalb der Zuständigkeit der Staaten.
Am 25. August 1997 unterzeichnete und ratifizierte Chile das Übereinkommen der Vereinten Nationen zum Seerecht, das am 24. September 1997 für das Land in Kraft trat.
Die Möglichkeit für Küstenstaaten, ihren erweiterten Festlandsockel über 200 Seemeilen hinaus zu erweitern, wurde im Übereinkommen für bestimmte Fälle in Artikel 76 vorgesehen. Staaten, die eine solche Erweiterung vornehmen möchten, müssen der Kommission für die Grenzen des Festlandsockels (CLCS) eine begründete Darstellung vorlegen, die diese prüfen und Empfehlungen zur Festlegung der äußeren Grenze des Festlandsockels des Staates abgeben muss.
Um das Ausmaß des äußeren Randes des Kontinentalrandes und somit die äußere Grenze des erweiterten Festlandsockels über 200 Seemeilen (370 km) hinaus festzulegen, werden zwei Kriterien verwendet, die in Artikel 74, Absatz 4 des Übereinkommens definiert sind:
1) Eine Linie, die gemäß Artikel 76, Absatz 7, in Bezug auf die am weitesten entfernten festen Punkte gezogen wird, bei denen die Dicke der Sedimentgesteine mindestens 1 % der kürzesten Entfernung zwischen diesem Punkt und dem Fuß des Kontinentalabhangs beträgt.
2) Eine Linie, die gemäß Artikel 76, Absatz 7, in Bezug auf feste Punkte gezogen wird, die nicht weiter als 60 Seemeilen vom Fuß des Kontinentalabhangs entfernt liegen.
Artikel 76, Absatz 5 legt außerdem zwei Einschränkungen fest. Die festen Punkte, die die äußere Grenze des erweiterten Festlandsockels bilden und nach den oben genannten Kriterien gezogen werden, dürfen 350 Seemeilen (650 km) oder 100 Seemeilen (190 km) von der Isobathe von 2500 Metern (die Linie, die Tiefen von 2500 Metern verbindet) nicht überschreiten. Die Punkte müssen durch gerade Linien verbunden werden, deren maximale Länge 60 Seemeilen (111 km) beträgt.
Die Grenzen des erweiterten Festlandsockels beeinträchtigen nicht den rechtlichen Status der darüber liegenden Gewässer oder des Luftraums über diesen Gewässern, gemäß Artikel 78, Absatz 1.
Am 8. Mai 2009 legte Chile seinen Vorbericht der Kommission der Vereinten Nationen für die Grenzen des Festlandsockels vor.
Im Juli 2023 entschied der Internationale Gerichtshof über die Vorherrschaft eines Festlandsockels gegenüber einem erweiterten Festlandsockel im Territorial- und Seegrenzstreit zwischen Kolumbien und Nicaragua.

## Grenze zu Argentinien und Streit um den „Halbmond“

Karte des Streits.

Die Seegrenze zwischen Argentinien und Chile ist in Artikel 7 des Freundschafts- und Friedensvertrag von 1984 zwischen Chile und Argentinien festgelegt:

„Die Grenze zwischen den jeweiligen Hoheitsgebieten über das Meer, den Boden und den Untergrund der Republik Argentinien und der Republik Chile im Südlichen Meer beginnt am Ende der bestehenden Abgrenzung im Beagle-Kanal, also am Punkt mit den Koordinaten 55° 07',3 südlicher Breite und 66° 25',0 westlicher Länge ...“

Gemäß dem Vertrag werden für die Festlegung der ausschließlichen Wirtschaftszone Argentiniens südöstlich des Meridians von Kap Hoorn die 200 Seemeilen von der Küste der Isla Grande de Tierra del Fuego aus gemessen, ohne die dazwischenliegenden chilenischen Inseln zu berücksichtigen. Obwohl der Vertrag das Limit des Festlandsockels südlich von Punkt F nicht explizit erwähnt, präsentierte Argentinien eine Erweiterung über 200 Seemeilen östlich des Kap-Hoorn-Meridians hinaus. Im Jahr 2021 legte Chile eine Karte seines Festlandsockels vor, die auf 200 Seemeilen von den Diego-Ramírez-Inseln aus basiert und nicht auf einem erweiterten Festlandsockel. Ersteres hat Vorrang vor Letzterem, wie vom Internationaler Gerichtshof im Territorialstreit zwischen Kolumbien und Nicaragua ausgedrückt.
Bevor Argentinien das halbmondförmige Gebiet als erweiterten Festlandsockel beanspruchte, wurde dieser Abschnitt als offene See betrachtet.

## Grenze zu Peru

Karte der maritimen (seit 2014) und Landgrenze zwischen Chile und Peru.

Nach einem maritimen Grenzstreit fällte der Internationale Gerichtshof in Den Haag 2014 sein Urteil, das die gemeinsame maritime Grenze endgültig festlegte. Sie beginnt an dem Punkt, an dem der geografische Parallelkreis durch den Landmark N° 1 die Niedrigwasserlinie schneidet, und erstreckt sich von dort aus über 80 Seemeilen. Danach verläuft sie in südwestlicher Richtung entlang einer gleich weit von den Küsten beider Länder entfernten Linie, bis sie die 200-Seemeilen-Grenze erreicht, die von den Basislinien Chiles gemessen wird, und setzt sich dann nach Süden fort bis zu dem Punkt, an dem sie die 200-Seemeilen-Grenze von beiden Ländern schneidet. Der Gerichtshof definierte den Verlauf der maritimen Grenze, ohne die genauen geografische Koordinaten festzulegen, und ordnete an, dass die Parteien diese Koordinaten entsprechend dem Urteil festlegen sollten, was am 25. März 2014 geschah.
| Nombre                                 | Coordenadas                 |
| -------------------------------------- | --------------------------- |
| Startpunkt der maritimen Grenze (PIFM) | 18°21′00.42″S 70°22′49.80″W |
| Punkt A                                | 18°21′00.42″S 71°46′56.23″W |
| Zwischenpunkt N° I-1                   | 18°37′46.94″S 72°02′01.13″W |
| Zwischenpunkt N° I-2                   | 18°53′23.91″S 72°20′24.42″W |
| Zwischenpunkt N° I-3                   | 19°17′23.40″S 72°47′33.04″W |
| Zwischenpunkt N° I-4                   | 19°21′03.52″S 72°51′48.05″W |
| Zwischenpunkt N° I-5                   | 19°24′08.15″S 72°55′39.04″W |
| Zwischenpunkt N° I-6                   | 19°52′42.20″S 73°36′12.17″W |
| Punkt B                                | 19°58′24.38″S 73°45′11.78″W |
| Punkt C                                | 20°11′54.41″S 73°43′50.58″W |

## Theorien zur natürlichen Abgrenzung zwischen dem Atlantik und dem Pazifik

Karte mit einem Vorschlag zur natürlichen Abgrenzung zwischen dem Pazifik und dem südatlantischen Ozean durch die Shackleton-Bruchzone.

Forscher haben die Theorie vorgeschlagen, dass die Trennung zwischen dem Pazifik und dem Atlantik „durch die sogenannte Shackleton-Bruchzone bestätigt werden könnte ... die Grenze liegt dann östlich des sogenannten Kap-Hoorn-Meridians.“
Außerdem wurde zuvor die Theorie der natürlichen Abgrenzung zwischen dem Pazifik und dem Südatlantik durch den Scotia-Bogen vorgeschlagen.